# Lijst van nummer 1-hits in Australië in 2014
Deze hits stonden in 2014 op nummer 1 in de ARIA Charts, de bekendste hitlijst in Australië.
| Datum        | Artiest                                | Titel                        |
| ------------ | -------------------------------------- | ---------------------------- |
| 5 januari    | Jason Derulo                           | Trumpets                     |
| 12 januari   | Pharrell Williams                      | Happy                        |
| 19 januari   | Pharrell Williams                      | Happy                        |
| 26 januari   | Pharrell Williams                      | Happy                        |
| 2 februari   | Pharrell Williams                      | Happy                        |
| 9 februari   | Pharrell Williams                      | Happy                        |
| 16 februari  | A Great Big World & Christina Aguilera | Say something                |
| 23 februari  | Pharrell Williams                      | Happy                        |
| 2 maart      | Pharrell Williams                      | Happy                        |
| 9 maart      | Pharrell Williams                      | Happy                        |
| 16 maart     | Pharrell Williams                      | Happy                        |
| 23 maart     | Pharrell Williams                      | Happy                        |
| 30 maart     | Pharrell Williams                      | Happy                        |
| 6 april      | 5 Seconds of Summer                    | She looks so perfect         |
| 13 april     | Pharrell Williams                      | Happy                        |
| 20 april     | Sheppard                               | Geronimo                     |
| 27 april     | Sheppard                               | Geronimo                     |
| 4 mei        | Sheppard                               | Geronimo                     |
| 11 mei       | Ed Sheeran                             | Sing                         |
| 18 mei       | Justice Crew                           | Que sera                     |
| 25 mei       | Justice Crew                           | Que sera                     |
| 1 juni       | Justice Crew                           | Que sera                     |
| 8 juni       | Justice Crew                           | Que sera                     |
| 15 juni      | Justice Crew                           | Que sera                     |
| 22 juni      | Justice Crew                           | Que sera                     |
| 29 juni      | Justice Crew                           | Que sera                     |
| 6 juli       | Justice Crew                           | Que sera                     |
| 13 juli      | Justice Crew                           | Que sera                     |
| 20 juli      | The Madden Brothers                    | We are done                  |
| 27 juli      | The Madden Brothers                    | We are done                  |
| 3 augustus   | Paloma Faith                           | Only love can hurt like this |
| 10 augustus  | Paloma Faith                           | Only love can hurt like this |
| 17 augustus  | Meghan Trainor                         | All about that bass          |
| 24 augustus  | Meghan Trainor                         | All about that bass          |
| 31 augustus  | Meghan Trainor                         | All about that bass          |
| 7 september  | Taylor Swift                           | Shake It Off                 |
| 14 september | Taylor Swift                           | Shake it off                 |
| 21 september | Taylor Swift                           | Shake it off                 |
| 28 september | Meghan Trainor                         | All about that bass          |
| 5 oktober    | The Veronicas                          | You ruin me                  |
| 12 oktober   | The Veronicas                          | You ruin me                  |
| 19 oktober   | The Veronicas                          | You ruin me                  |
| 26 oktober   | Ed Sheeran                             | Thinking out loud            |
| 2 november   | Ed Sheeran                             | Thinking out loud            |
| 9 november   | Ed Sheeran                             | Thinking out loud            |
| 16 november  | Ed Sheeran                             | Thinking out loud            |
| 23 november  | Ed Sheeran                             | Thinking out loud            |
| 30 november  | Taylor Swift                           | Blank Space                  |
| 7 december   | Taylor Swift                           | Blank space                  |
| 14 december  | Taylor Swift                           | Blank space                  |
| 21 december  | Mark Ronson & Bruno Mars               | Uptown funk!                 |
| 28 december  | Mark Ronson & Bruno Mars               | Uptown funk                  |